# Denen, die wir waren
Denen, die wir waren ist das Debütalbum der deutschen Post-Hardcore-Band 8kids, das am 26. Mai 2017 über Napalm Records herausgegeben wurde.
Das Album beherbergt dreizehn Titel und weist eine Gesamtspiellänge von 52 Minuten und 42 Sekunden. In der Fachpresse wurde das Album gemischt besprochen, wobei die positiven Kritiken leicht überwiegen.
Als Produzent wirkt der Darmstädter Kristian Kohlmannslehner am Album mit.

## Entstehungsgeschichte
Bereits zu Beginn des Jahres 2016 verbrachten die Musiker mit ersten Arbeiten an dem Album. Im Februar verbrachte die Band mit dem Heraussuchen und Vorproduzieren der einzelnen Stücke für das Album, welches zunächst für Oktober angekündigt wurde. Im Juni wollten die Musiker das Studio beziehen, um das Album einzuspielen.
Als Produziert fungierte Kristian Kohlmannslehner, der das Album im Kohlekeller Studio in Seeheim produzierte und die Bassspuren einspielte.

## Titelliste
| #   | Titel                        | Komponist | Länge | Anmerkungen       |
| --- | ---------------------------- | --------- | ----- | ----------------- |
| 1.  | Intro                        |           | 1:31  |                   |
| 2.  | Bordsteinrand                |           | 3:34  |                   |
| 3.  | Über den Berg                |           | 3:28  | • Live-Musikvideo |
| 4.  | Ich kann die Welt spüren     |           | 5:17  |                   |
| 5.  | In den Sternen               |           | 4:02  |                   |
| 6.  | Zeit                         |           | 5:20  | • Musikvideo      |
| 7.  | Zerbrechen                   |           | 2:16  | • Musikvideo      |
| 8.  | Blitzschlag                  |           | 4:26  | • Musikvideo      |
| 9.  | Geist                        |           | 4:48  |                   |
| 10. | Kamintrophäe                 |           | 4:51  |                   |
| 11. | Kann mich irgendjemand hören |           | 4:28  |                   |
| 12. | Vis-a-vis                    |           | 3:50  |                   |
| 13. | Winter in dir                |           | 4:30  |                   |

## Bewerbung
Um für das Album werben zu können, wurden zu den Liedern Zeit, Blitzschlag und Zerbrechen vorab ein Musikvideo veröffentlicht. Zu Über den Berg erschien am 30. September 2017 ein Musikvideo, dass Live-Ausschnitte der Band von vergangenen Konzerten vorweist.
Bereits vor der Albumveröffentlichung machte die Gruppe während ihrer Tournee mit Rantanplan erstmals Werbung für ihr Album. Es folgte eine Konzertreise mit To the Rats and Wolves, die durch Deutschland, Österreich und die Schweiz führte. Kurz nach der Herausgabe des Albums folgte eine kurze Releasetournee mit anorak. Zwischen dem 29. September und dem 7. Oktober 2017 folgt eine kurze Tournee durch den deutschsprachigen Raum als Vorband für Van Holzen, ehe im Januar und Februar 2018 eine Headliner-Tournee stattfindet. Für den Sommer 2018 wurden 8kids für das With Full Force angekündigt.

## Pressestimmen
Denen, die wir waren wurde von der Fachpresse gemischt wahrgenommen, allerdings überwiegt die Anzahl positiver Kritiken leicht. So bezeichnet Rezensent Michael Klaas vom Onlinemagazin Metal.de die Musik von 8kids auf dem Album als „Fjørt mit Zuckerguss und Luftballons“ wobei der Anteil des Post-Hardcore überwiege. Auch lassen sich Einflüsse aus seichtem Indie- und Deutschrock ausmachen. Als Negativpunkt nennt der Kritiker die Albumlänge. Die deutsch gehaltenen Liedtexte wirken lediglich beim ersten Hören anspruchsvoll und voller Inhalt, jedoch gewinnt der Kritiker den Eindruck, dass die Musiker lediglich versuchen simplen Inhalt so komplex wie möglich verpacken zu wollen. So triefe das Lied „Zeit“ voller Kitsch und Pathos, dennoch bringe das Lied den Inhalt gut wieder. Er resümiert, dass Denen, die wir waren ein solides Debütalbum darstellt, dass noch Luft nach oben zeige. Gerrit Köppl vom Visions indes schreibt, dass Jonas Jakob knapp fünfzig Minuten lang Geschichten mit facettenreichen Bildern und elegantem Sprachstil zu erzählen, wobei der Wechsel von kratzigem Sprechgesang und verzerrten Geschrei dafür sorge, dass Emotionen wie Wut und Verzweiflung wie in einem „Posthardcore-Poetryslam“ dramatisch herübergebracht werde. Laut Christian Laude von Plattentests.de vermischen 8kids auf Denen, die wir waren Post-Hardcore mit Pop-Melodien. Das musikalische Schema, dass die Musiker bereits auf der im Jahr zuvor veröffentlichten EP Dämonen, werde weiter verwendet. Emotionales Gebrüll in den Strophen treffen auf poppige Refrains, was sich konsequent durch das gesamte Album ziehe. Einzige Lichtblicke werden in den Liedern Ich kann die Welt spüren und Kamintrophäe, die sich entweder langsam aufbauen oder mit Anleihen des Post-Rock aufwarten. Der Gesang von Jonas Jakob wird mit Casper verglichen; die Musik in härteren Momenten mit Marathonmann, Fjørt und Heisskalt. In seinem Fazit fasst Laude zusammen, dass der Gruppe mehr musikalische Abwechslung gut tun würde, um mit den genannten Bands in einer Liga spielen zu können. Björn Backes vom Onlinemusikmagazin Powermetal.de schreibt, dass ihm die fehlende Abwechslung zu diesem Zeitpunkt der Bandhistorie nicht weh tut, denn der Kritiker empfindet Denen, die wir waren als ein „feines“ Album, welches von sich Reden machen wird ohne dafür einen Hype zu brauchen, um dies zu erreichen.
Morten Wenzek von der Onlineredaktion des deutschsprachigen Metal Hammer konnte dem Album mehr abgewinnen. Die Lieder handeln über verflossene Beziehungen, ehemaligen Partnern, der Jugend des Individuums und trotz der vorhandenen melancholischen Grundstimmung immer über Liebe. Die Worte des Sängers Jonas Jakob klingen zwar bittersüß, aber nie fies. Er schreibt, dass die Lieder Zeit und Blitzschlag die Musik von 8kids am besten beschreiben können: Pop-Hardcore. Im Stück Zerbrechen kommen gar die Einflüsse des Skate-Punk hoch, in der die Gruppe zu ihren Anfangszeiten aktiv waren. Jazz vom österreichischen Metalmagazin Stormbringer.at schreibt, dass Denen, die wir waren zwar keine vollblütigen Metalfans ansprechen wird, allerdings gibt es auch in diesen Kreisen, die an 8kids Gefallen finden dürften. Die Kritikerin beschreibt Denen, die wir waren als ein fast perfektes Album mit deutschsprachigen Texten, die sowohl poetisch als auch direkt sind. Sie schreibt der Band zu die AnnenMayKantereit des Metals zu werden, allerdings mit einer Casper-artigen Hauptstimme. Sie hofft, dass die Gruppe sich in der Zukunft nicht weiter dem massentauglichen Pop zuzuwenden. Benjamin Metz vom FRIZZ schreibt, dass die Band musikalisch mit der Zeit schwimme und mit ihrem Mix aus Post-Hardcore jeder Menge Pop-Appeal bereits viele Fans gewinnen konnte.
Auch im Ox-Fanzine werden musikalische Gemeinsamkeiten zwischen 8kids und Fjørt erkannt.